# Ernest Laszlo
Ernest Laszlo (Budapeste, 23 de abril de 1898 — Los Angeles, 6 de janeiro de 1984) foi um diretor de fotografia estadunidense-húngaro. Venceu o Oscar de melhor fotografia na edição de 1966 por Ship of Fools.